# لن چالمرز
لن چالمرز (انگلیسی: Len Chalmers; ۴ سپتامبر ۱۹۳۶ – ۱۰ فوریهٔ ۲۰۱۴) بازیکن فوتبال اهل بریتانیا بود.
از باشگاه‌هایی که در آن بازی کرده‌است می‌توان به باشگاه فوتبال نوتس کانتی و باشگاه فوتبال لستر سیتی اشاره کرد.